# Červona Ukrajina
Červona Ukrajina byl lehký křižník třídy Světlana, jež byla původně stavěna pro ruské carské námořnictvo, ale nakonec byly tři její jednotky, po mnohaletém zpoždění, dokončeny pro sovětské námořnictvo.
Křižník se nejprve jmenoval Admiral Nachimov. Jeho stavba začala v Oděse v roce 1913 a v roce 1915 byl spuštěn na vodu. Stavbu však následně přerušila únorová revoluce v Rusku. Křižník byl později odvlečen do Nikolajeva až v roce 1927 byl dokončen, v rámci prvního pětiletého plánu na obnovu flotily. Jméno Admiral Nachimov bylo už v roce 1922 změněno na Červona Ukrajina.
Červona Ukrajina měla mírně větší výtlak a rozměry než její sesterská loď Krasnyj Krym. Hlavní výzbroj lodi tvořilo 15 kusů 130mm kanónů, z nichž šest bylo umístěno v kasematách a devět v jednohlavňových věžích. V době vypuknutí války tvořilo další výzbroj lodi šest 100mm kanónů, čtyři 45mm kanóny, sedm 12,7mm kulometů a šest 533mm torpédometů. Loď byla vybavena pro nesení 100 námořních min a dvou hydroplánů.
Červona Ukrajina byla součástí Černomořského loďstva. Její bojové nasazení ve druhé světové válce ovšem bylo jen krátké, protože ji 13. listopadu 1941 potopily německé střemhlavé bombardéry Junkers Ju 87. Po válce byl vrak lodi sešrotován.